# Sea Sonic
Sea Sonic Electronics Co., Ltd. (Chinês: 海韻 電子 工業 股份有限公司; Pinyin: hǎiyùn diànzǐ gōngyè gǔfèn yǒuxiàngōngsī), estilizado como Seasonic, é um fabricante e varejista taiwanês de fontes de alimentação para computadores, anteriormente limitado ao comércio de hardware OEM para outras empresas. Eles começaram a fabricar fontes de alimentação para a indústria de computadores na década de 1980. Todas as suas fontes são certificadas com 80 Plus. Em 2002, a Seasonic estabeleceu uma subsidiária integral na Califórnia para vender produtos no mercado de varejo dos Estados Unidos e fornecer suporte técnico. 

## História
- 1975 Sea Sonic é incorporada à fabricação de equipamentos eletrônicos de teste.

- 1980 Sea Sonic entra no mercado de fornecimento de energia para computadores.

- 1984 A sede muda para Shilin, Taipei, Taiwan.

- 1990 A segunda fábrica em Taoyuan County (agora Taoyuan City), Taiwan começa a operar.
- 1993 É inaugurado o primeiro escritório europeu na Holanda.
- 1994 A fábrica em Dongguan, China entra em operação.
- 1995 Sea Sonic desenvolve uma fonte de alimentação ATX para o mercado Pentium.
- 1997 A fábrica de Dongguan recebe a certificação ISO9002.
- 1998 A segunda fábrica em Dongguan entra em operação. A sede em Taiwan e a fábrica em Taoyuan recebem a certificação ISO9001.
- 1999 A sede é transferida para o endereço atual em Neihu, Taipei.
- 2000 A fábrica de Dongguan recebe a certificação ISO 9001. O primeiro fabricante de fontes de alimentação a fornecer soluções de PFC Ativo (Correção de Fator de Potência) no mercado.
- 2002 O escritório nos EUA é inaugurado na Califórnia. Sea Sonic Electronics Co., Ltd. é listada no Mercado de Valores Mobiliários Gre Tai de Taiwan (Bolsa de Valores OTC).
- 2003 Sea Sonic lança produtos de varejo com marca própria e ganha prêmios e recomendações em todo o mundo.
- 2004 Dedicado a desenvolver fontes de alimentação verdes e silenciosas com maior eficiência e maior potência.
- 2005 O escritório dos EUA foi renomeado como Sea Sonic Electronics Inc., uma subsidiária 100% pertencente à Sea Sonic, para atender clientes da América do Sul e do Norte. O primeiro fabricante de fontes a obter a certificação de eficiência 80 Plus.
- 2006 A fábrica de Dongguan recebe a certificação ISO14001. Começou a produzir em massa produtos em conformidade com RoHS e WEEE.
- 2008 Primeira fábrica europeia é inaugurada na Holanda para atender o mercado europeu.
- 2009 Sea Sonic é o primeiro no mercado a atingir a classificação 80 PLUS® Gold com o lançamento das fontes de alimentação da série X.
- 2010 Sea Sonic apresenta os primeiros modelos sem ventoinha com classificação 80 PLUS® Gold do mundo para o mercado de varejo mundial.
- 2011 Os modelos 80 PLUS® Platinum de 860 W e 1000 W são apresentados.
- 2012 Subsidiária do Japão é inaugurada em Tóquio. Os modelos sem ventoinha ultras silenciosos 80 PLUS® Platinum de 400 W, 460 W e 520 W entram no mercado mundial.[3]
- 2013 São apresentadas as fontes de alimentação S12G 80 PLUS® Gold e M12II EVO 80 PLUS® Bronze.
- 2014 Sea Sonic lança os modelos 80 PLUS® Platinum 1050 W e 1200 W, e 80 PLUS® Gold X-Series 1050 W e 1250 W.
- 2017 Sob a iniciativa 'One Seasonic', a Sea Sonic renova toda a sua linha de produtos para apresentar as séries PRIME, FOCUS e CORE.
- 2018 Seasonic SCMD (dispositivo de gerenciamento de cabo do sistema) marca o início de uma nova era para simplificar o gerenciamento de cabo.
- 2019 O sistema Seasonic CONNECT moderniza a instalação do sistema e o gerenciamento de cabos.
- 2020 Sea Sonic tem parceria com G2 Esports para entrar no mundo dos jogos competitivos.
- 2021 Gabinete Seasonic SYNCRO Q704 ganha os prêmios Red Dot Award 2021[4] e o iF Design Award 2021[5] por seu design excelente.
- 2022 Cooler MagFlow da Seasonic ganha os prêmios Red Dot Design Award 2022 e o if Design Award 2022 por seu design inovador.
- 2023 Sea Sonic recebe a certificação ISO 14064-1:2018 para a quantificação e elaboração de relatórios de emissões e remoções de gases de efeito estufa.